# Казакевич Ірина Володимирівна
Ірина Володимирівна Казакевич (29 жовтня 1997 , Бердськ, Новосибірська область ) - російська біатлоністка, призерка чемпіонату Росії, призерка чемпіонату світу серед юніорів. Майстер спорту Росії.

## Життєпис
Вихованка УОР № 1 міста Єкатеринбурга, тренери - Олександр Балахнічев, Михайло Шашилов. Представляє Свердловську область.

### Юніорська кар'єра
Учасниця європейського юнацького олімпійського фестивалю 2015 року в Австрії, де посіла шосте місце в спринті і 12-те – в перегонах переслідування.
На чемпіонаті світу серед юніорів 2018 року в Отепяе здобула бронзову медаль в індивідуальних перегонах, посіла 15-те місце у спринті та 18-те – в перегонах переслідування. Того ж року на юніорському чемпіонаті Європи у Поклюці посіла 10-те, 11-те та 19-те місця.
Кілька разів перемагала на етапах Кубка Росії серед юніорів.

### Доросла кар'єра
На чемпіонаті Росії 2018 року виборола бронзову медаль в естафеті у складі збірної Свердловської області.
7 березня 2019 року здобула срібну медаль в перегонах на 10 км на Універсіаді в Красноярську.

### Кубок світу
28 листопада 2020 року дебютувала в головній збірній в індивідуальних перегонах у Контіолахті.
Перші бали набрала також у Контіолахті, але вже на другому етапі — у спринті — 3 грудня, посівши 13-те місце.

## Результати за кар'єру
Усі результати наведено за даними Міжнародного союзу біатлоністів.

### Виступи на Олімпійських іграх
| Ігри       | Інд. гонка | Спринт | Персьют | Масстарт | Естафета | Змішана естафета |
| ---------- | ---------- | ------ | ------- | -------- | -------- | ---------------- |
| Пекін 2022 | —          | 20     | 23      |          | Срібло   | —                |

### Чемпіонати світу
| Змагання     | Інд. перегони | Спринт | Перегони пер. | Мас-старт | Естафета | Змішана ес. | Од. змішана ес. |
| ------------ | ------------- | ------ | ------------- | --------- | -------- | ----------- | --------------- |
| Поклюка 2021 | —             | 19     | 23            | 20        | —        | —           | —               |

### Кубки світу
- Найвище місце в загальному заліку: 37-ме 2021 року.
- Найвище місце в окремих перегонах: 9-те.

 Станом на 12 грудня 2021 року 

#### Підсумкові місця в Кубку світу за роками
| Сезон     | Інд. перегони | Інд. перегони | Спринт | Спринт | Перегони пер. | Перегони пер. | Мас-старт | Мас-старт | Заг. залік | Заг. залік |
| Сезон     | Бали          | Місце         | Бали   | Місце  | Бали          | Місце         | Бали      | Місце     | Бали       | Місце      |
| --------- | ------------- | ------------- | ------ | ------ | ------------- | ------------- | --------- | --------- | ---------- | ---------- |
| 2020-2021 | -             |               | 90     | 36     | 79            | 33            | 35        | 29        | 204        | 37         |